# Diocesi di Asso

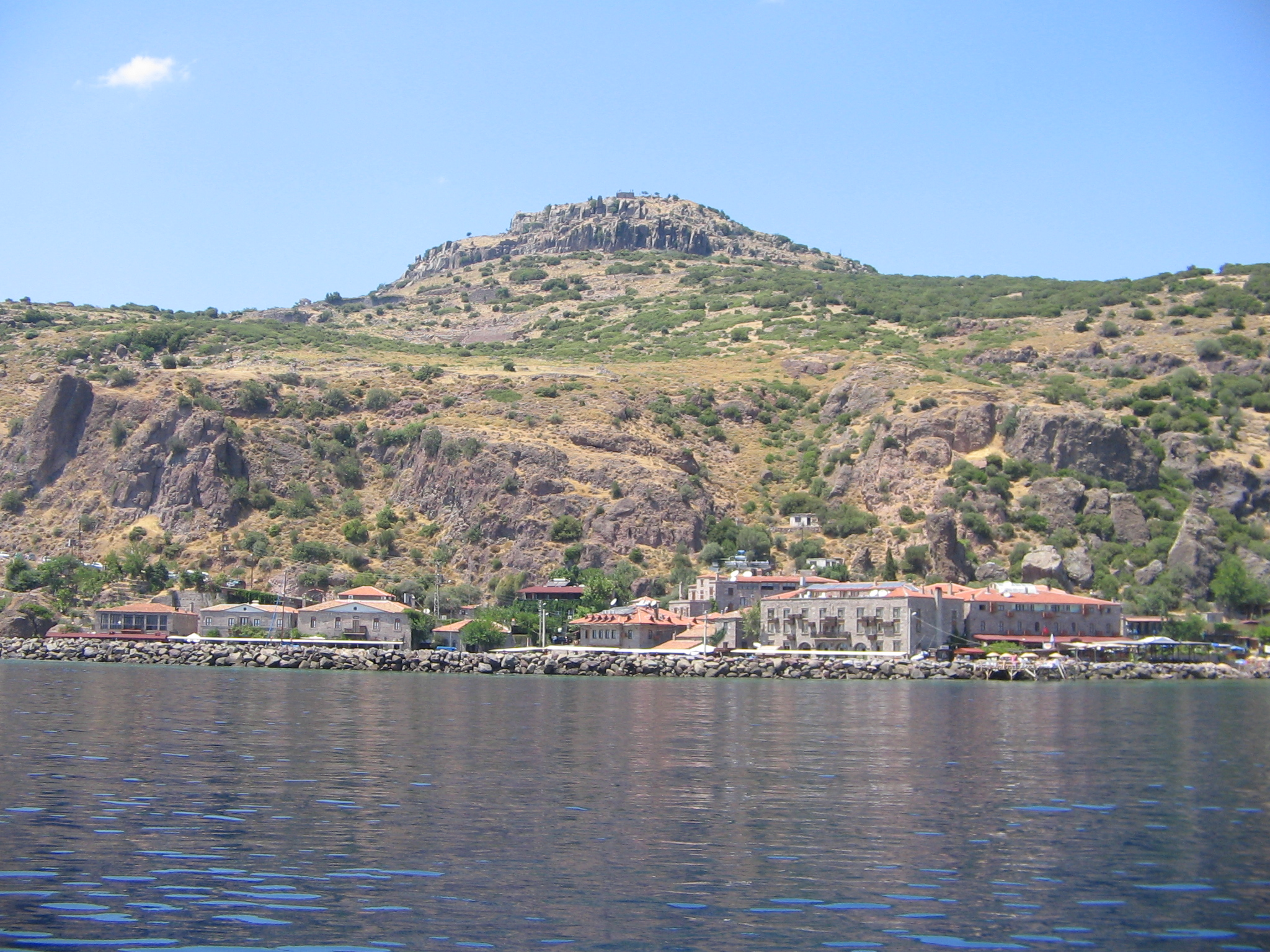
Il sito di Asso oggi.

La diocesi di Asso (in latino: Dioecesis Assiensis) è una sede soppressa del patriarcato di Costantinopoli e una sede titolare della Chiesa cattolica.

## Storia
Asso, identificabile con Behramkale nell'odierna Turchia, è un'antica sede episcopale della provincia romana di Asia nella diocesi civile omonima. Faceva parte del patriarcato di Costantinopoli ed era suffraganea dell'arcidiocesi di Efeso.
La città di Asso è citata nel Nuovo Testamento, nel libro degli Atti degli Apostoli (20,13), dove si racconta che, durante l'ultimo viaggio apostolico, san Paolo raggiunse Luca ed i suoi compagni ad Asso, prima di terminare la sua missione ad Efeso. Secondo la tradizione fu lo stesso apostolo a fondarvi la comunità cristiana.
La diocesi è documentata nelle Notitiae Episcopatuum del patriarcato di Costantinopoli fino al XII secolo.
Diversi sono i vescovi noti di questa antica sede episcopale. Massimo partecipò al concilio di Efeso nel 431; non fu presente al concilio di Calcedonia nel 451, ma nell'ultima solenne sessione fu rappresentato dal metropolita Stefano di Efeso. Giovanni intervenne al secondo concilio di Nicea nel 787.
Grazie alla scoperta dei sigilli vescovili, sono noti i nomi di altri tre vescovi di Asso, Niceta, Costantino e Stefano, vissuti tra XI e XIII secolo. Un altro vescovo di nome Giovanni prese parte al sinodo celebrato ad Efeso nel 1167.
Dal XX secolo Asso è annoverata tra le sedi vescovili titolari della Chiesa cattolica; la sede è vacante dal 9 ottobre 1995.

## Cronotassi

### Vescovi greci
- Massimo † (prima del 431 - dopo il 451)
- Giovanni I † (menzionato nel 787)
- Niceta † (XI secolo)
- Costantino † (prima metà del XII secolo)
- Giovanni II † (menzionato nel 1167)
- Gregorio † (XII secolo)
- Stefano † (XII/XIII secolo)

### Vescovi titolari
- John Patrick Barrett † (23 dicembre 1926 - 7 giugno 1929 nominato vescovo di Plymouth)
- Jean-Baptiste-Michel-Marie-Louis Pénicaud, M.E.P. † (16 dicembre 1929 - 19 gennaio 1943 deceduto)
- Ángel Turrado Moreno, O.F.M.Cap. † (4 settembre 1944 - 8 maggio 1961 deceduto)
- Zygfryd Wincenty Kowalski † (27 febbraio 1962 - 9 ottobre 1995 deceduto)